# Фолк екстра (Парада влашких хитова)
„Фолк екстра (Парада влашких хитова)“ је музички албум Слободана Домаћиновића из 1992. године, у издању Југодиска. На њему се налази девет пјесама:
1. Супарата с’нт мајкуца (Supărată sînt majkuca – Тужан сам ти, мајко)
2. Ињима ну’мбатрњи (Injimă nu-mbătrnji – Немој, срце, да стариш)
3. Навјам каса нич пам’нт (Navjam kasă nič pămînt – Немам кућу ни имање)
4. Ињима мја (Injima-mja – Срце моје)
5. Драга Марије (Dragă Mărije – Драга Марија)
6. Ленуца (Lenuca – Ленка)
7. К’нд је ому амарит (Kînd je omu amărît – Кад је човјек огорчен)
8. Драгосте дурере греа (Dragoste durere grea – Љубави тешке боли)
9. Пентру дајка де ла муаре (Pentru dajka de la muare – Драгој млинарки)